# Murviel-lès-Béziers
Murviel-lès-Béziers (okcitansko Murvièlh (de Besièrs)) je naselje in občina v južnem francoskem departmaju Hérault regije Languedoc-Roussillon. Leta 2009 je naselje imelo 2.796 prebivalcev.

## Geografija
Naselje leži v pokrajini Languedoc ob reki Ruisseau de Saint-Ouyres, 74 km jugozahodno od Montpelliera, 14 km severozahodno od Béziersa.

## Uprava
Murviel-lès-Béziers je sedež istoimenskega kantona, v katerega so poleg njegove vključene še občine Autignac, Cabrerolles, Caussiniojouls, Causses-et-Veyran, Laurens, Pailhès, Puimisson, Saint-Geniès-de-Fontedit, Saint-Nazaire-de-Ladarez in Thézan-lès-Béziers z 11.508 prebivalci.
Kanton Murviel-lès-Béziers je sestavni del okrožja Béziers.

## Zanimivosti
- župnijska cerkev sv. Janeza Krstnika;